# Даніель Одія
Даніель Одія  (пол. Daniel Odija, 1974, Слупськ) — польський прозаїк, тележурналіст.

## Біографія
Студіював полоністику в Гданському університеті. Працює в Слупському відділі TVP. Публікувався в багатьох літературних часописах. У 2000 році в Слупському видавництві вийшла друком його дебютна книжка. Інші його книги виходили у «Видивництві «Чарне»». Одружений, виховує двох дітей.  

## Український переклад

### Книги
- Даніель Одія. Тартак / Пер. з пол. О. Бойченка. — Чернівці: Книги-ХХІ, 2008. — 168 с.

### Уривки
- Даніель Одія, уривок із книги «Вулиця» [Архівовано 6 березня 2016 у Wayback Machine.] («Потяг 76»)
- Даніель Одія, уривок із книги «Тартак» («Потяг 76»)
- Даніель Одія «Тартак», фрагмент роману («Газета по-українськи»)

## Інтерв'ю
- Даніель Одія: «Європа без України – це каліка» [Архівовано 7 лютого 2009 у Wayback Machine.] («Потяг 76»)
- Даніель Одія, Олександр Бойченко: «Література – це підступний звір та янгол» («ЛітАкцент»)
- Даніель Одія: «І в Польщі є безробітні, злидарі, дешеві повії…» («Сім'я і дім»)

## Рецензії
- «Роман "Тартак". Не для одноразового вжитку»[недоступне посилання з липня 2019] («Zaxid.net»)
- «Українсько-польські алюзії» («Інша література»)
- «Село і люди. Песимістичний стьоб» («Україна молода»)
- «Темніше Ночі» [Архівовано 24 лютого 2013 у Wayback Machine.] («Український тиждень»)